# 深津英臣
深津 英臣（ふかつ ひでおみ、1990年6月1日 - ）は、日本の男子バレーボール選手である。

## 来歴
愛知県豊田市出身。3人兄弟の末弟。長兄旭弘は東京グレートベアーズ所属のセッター、次兄貴之はウルフドッグス名古屋コーチ（現役時代はアウトサイドヒッター）というバレーボール一家に育ち、英臣も小学2年次よりバレーボールを始めた。
豊田市立崇化館中3年の時に全国中学選抜（21名）に選ばれた。星城高校に進学し、2008年の春高バレーでは準優勝、インターハイ・国体では優勝に輝いた。全日本ユース監督の本多洋（崇徳高校監督）は、「素質は英臣が一番いいものを持っている」と述べている。
東海大学に進学後は、2011年の全日本インカレで優勝し、自らもセッター賞・サーブ賞に輝いた。
2013年4月、Vプレミアリーグのパナソニックパンサーズに入団し、同月、全日本メンバーに登録された。
翌月に開催された第62回黒鷲旗全日本男女選抜大会ではチーム準優勝に貢献し、自らも若鷲賞（最優秀新人賞）を獲得した。
同年7月に開催された第27回ユニバーシアードカザン大会に日本代表として出場し、4大会ぶりとなるメダル獲得に大きく貢献し、自らもベストセッターに輝いた。
2013/14Vプレミアリーグにおいて正セッターとなり、パナソニック二年ぶりの優勝に貢献し、自らも最優秀新人賞に輝いた。
2015年8月に開催された第18回アジア選手権で優勝に貢献し、自らもベストセッター賞を受賞した。
2017年5月、全日本男子のキャプテンになった。
2022年2月20日、V.LEAGUE DIVISION1のJTサンダーズ広島戦（大阪府枚方市・パナソニックアリーナ）でVリーグ通算230試合出場となり、Vリーグ特別表彰制度の「Vリーグ栄誉賞」の表彰基準に到達し、シーズン終了後に受賞した。
2024年6月、11年間在籍していたパナソニックパンサーズを退団した。新たに新リーグ『SVリーグ』が発足される時期であり、それを機にパナソニックを退社しプロ選手として活動することを決断した。7月にウルフドッグス名古屋入団が発表された。

## 球歴
- 日本代表 - 2013-2021年、2025年
  - ワールドカップ - 2015年
  - ワールドグランドチャンピオンズカップ - 2017年
  - ワールドリーグ - 2014年、2015年、2016年、2017年
  - バレーボールネーションズリーグ - 2019年
  - アジア選手権 - 2015年、2017年

## 受賞歴
- 2013年 - 黒鷲旗大会 若鷲賞
- 2014年 - 2013/14 Vプレミアリーグ 新人賞
- 2014年 - 第63回黒鷲旗大会 ベスト6
- 2015年 - 第18回アジア選手権 ベストセッター賞
- 2022年 - 2021-22 V.LEAGUE DIVISION1 MEN Vリーグ栄誉賞
- 2025年 - 2024-25 SV.LEAGUE MEN ベストセッター

## 所属チーム
- 豊田JV朝日
- 豊田市立崇化館中学校
- 星城高等学校
- 東海大学
- パナソニックパンサーズ（2013-2024年）
- ウルフドッグス名古屋（2024年-）